# Eugène Delatte

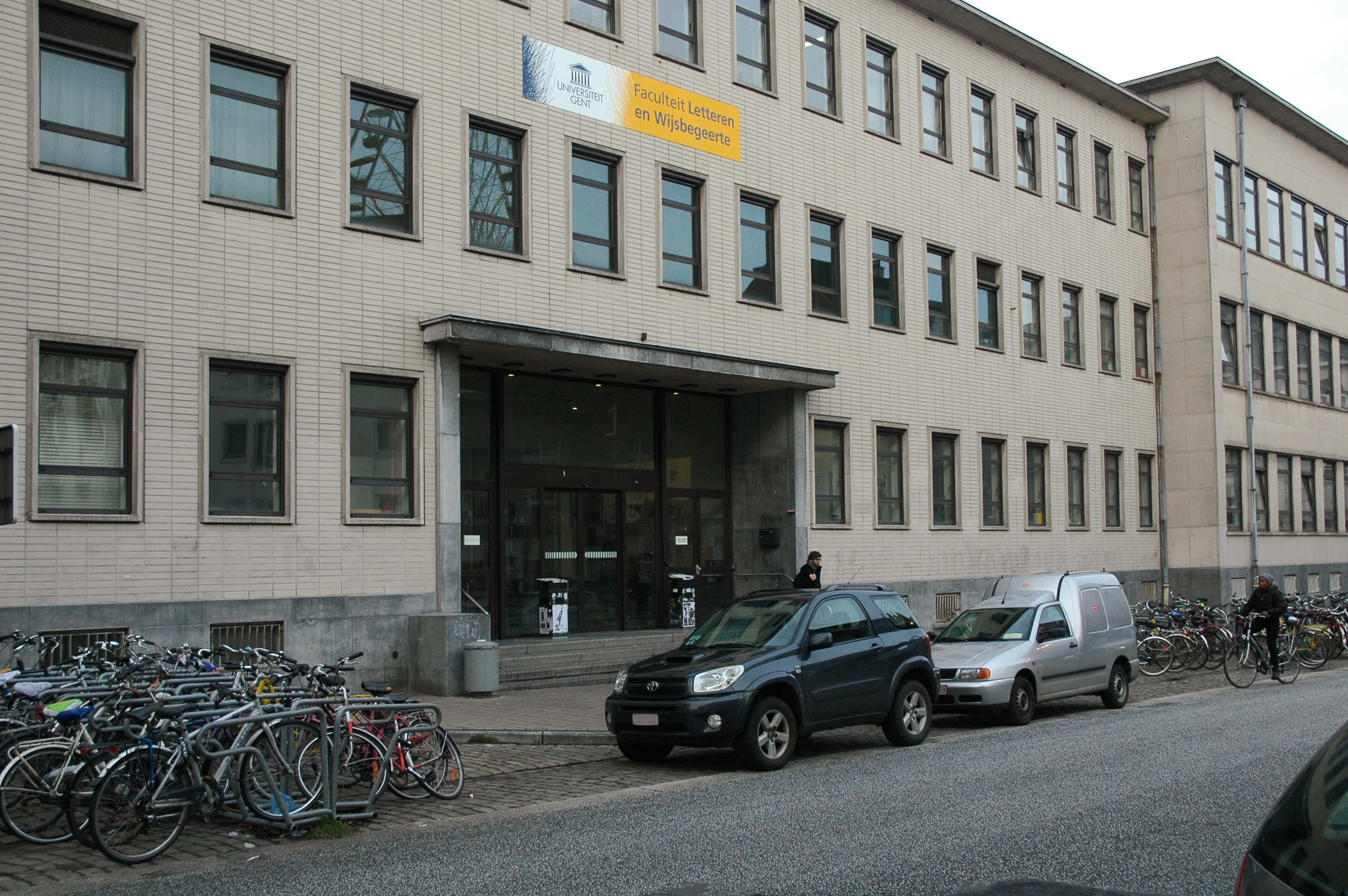
De Blandijn in Gent is Delattes bekendste werk

Eugène Delatte (Thieu, 18 april 1910 – Watermaal-Bosvoorde, 7 november 1997) was een Belgisch architect. Als leerling, vriend en opvolger van Henry Van de Velde voltooide hij de plannen voor de bouw van het Blandijncomplex van de Universiteit Gent.

## Levensloop
Delatte studeerde van 1928 tot 1931 aan de Sint-Lucasschool in Bergen en aan het Institut Supérieur des Arts Décoratifs La Cambre. In 1931 liep hij stage in Londen. Het jaar daarna werd hij medewerker in het atelier van Henry Van de Velde. Delatte vestigde zich in 1935 als zelfstandig architect. Delatte werkte later samen met Van de Velde aan de plannen voor de faculteit Letteren en Wijsbegeerte van de Universiteit Gent, de Blandijn. Van de Velde trok zich uiteindelijk terug uit het project, teleurgesteld in de wispelturige opdrachtgevers. Eugène Delatte werkte het project af en in 1960 werd het eerste deel van het gebouwencomplex opgeleverd.
Als zelfstandig architect bouwde Eugène Delatte bouwde villa's, privéwoningen, kantoor- en appartementsgebouwen, maar ook een paviljoen op Expo 58, sociale woningen, een Europese school in Mol en een eigen woning in de Berckmansstraat 87 in Sint-Gillis, die in 1955 bekroond werd met de Prijs Van de Ven.
Delatte was in de periode 1957-1959 voorzitter van de Société belge des Urbanistes et Architectes modernistes (SBUAM). Hij was tevens lid van de Société Centrale d'Architecture de Belgique (SCAB) en medeoprichter van de Chambre des Urbanistes-Conseils de Belgique (CUCB).